# Amauronematus propinquus
Amauronematus propinquus är en stekelart som beskrevs av Saarinen 1950. Amauronematus propinquus ingår i släktet Amauronematus, och familjen bladsteklar. Arten är reproducerande i Sverige.